# Сильвестр (епископ Псковский)
Епископ Сильвестр (ум. 1 декабря 1615, Псков) — епископ Русской православной церкви, епископ Псковский и Изборский.

## Биография
Упоминается в числе архимандритов московского Симонова монастыря. Перед назначением на кафедру состоял игуменом Кирилло-Белозерского монастыря.
В 1595 году при царе Борисе Годунове была учреждена Корельская епархия и в том же году архимандрит Сильвестр был хиротонисан во епископа Корельского и Орешского.
Судя по всему, жил он в самой Кореле. Епископ Сильвестр развернул энергичную деятельность по восстановлению церквей.
Сохранились исторические источники, которые свидетельствуют о том, что владыка Сильвестр совместно с воеводой И. М. Пушкиным в 1609—1611 годах организовывал оборону Корелы.
В августе 1609 года царь Василий Шуйский, отправляя свою грамоту с распоряжением сдать город шведам, адресовал её прежде всего «богомольцу нашему епископу Селивестру», воеводам Д. Т. Мышецкому и В. Т. Аврамову, игуменам, протоиерею и священникам городских церквей.
Тем не менее, жители не желали подпасть под власть иноверного короля и потому наотрез отказались выполнить требование царя Василия Шуйского сдать город чужеземцам. Шведы приступили к осаде. Более полугода героически оборонялся гарнизон Корелы под руководством воеводы И. М. Пушкина и святителя Сильвестра. Когда 2 марта 1611 года город Корела вынужден был капитулировать, из трех тысяч (по другим сведениям — двух тысяч) его жителей и воинов-защитников в живых осталось около ста человек, и все они ушли в русские владения.
В 1611—1613 годы, оставаясь формально епископом Корельским, Сильвестр был назначен управляющим Вологодской и Великопермской архиепископией и возведён в сан архиепископа. В то время под управлением Вологодской епархией находилась вся Сибирь.
В сентябре 1612 года Вологда была захвачена поляками, церкви были разорены, многие священники и церковные служители убиты. Епископ Сильвестр был взят в плен и четыре дня содержался под стражей, много раз его приводили к казни и отпустили чуть живого. А. В. Карташёв отмечает: «Взятого в плен еп. Сильвестра издевательски мучили; четыре ночи держали под стражей, много раз таская на казнь и отпуская вновь, пока не вынуждены были освободить».
Участвовал в Земском соборе 1613 года и в числе других участников подписал восьмым грамоту Земского собора, в чине епископа Корельского и Орешского, об избрании на царский престол Михаила Фёдоровича.
С 11 июля 1613 года — архиепископ Псковский и Изборский.
Скончался 1 декабря 1615 года, во время осады города Пскова шведами.